# آلتناو
آلتناو (بالألمانية: Altenau, Lower Saxony) هي بلدة ألمانية تقع في ألمانيا في جبال هارز. يقدر عدد سكانها بـ 1,643 نسمة .

## معرض صور

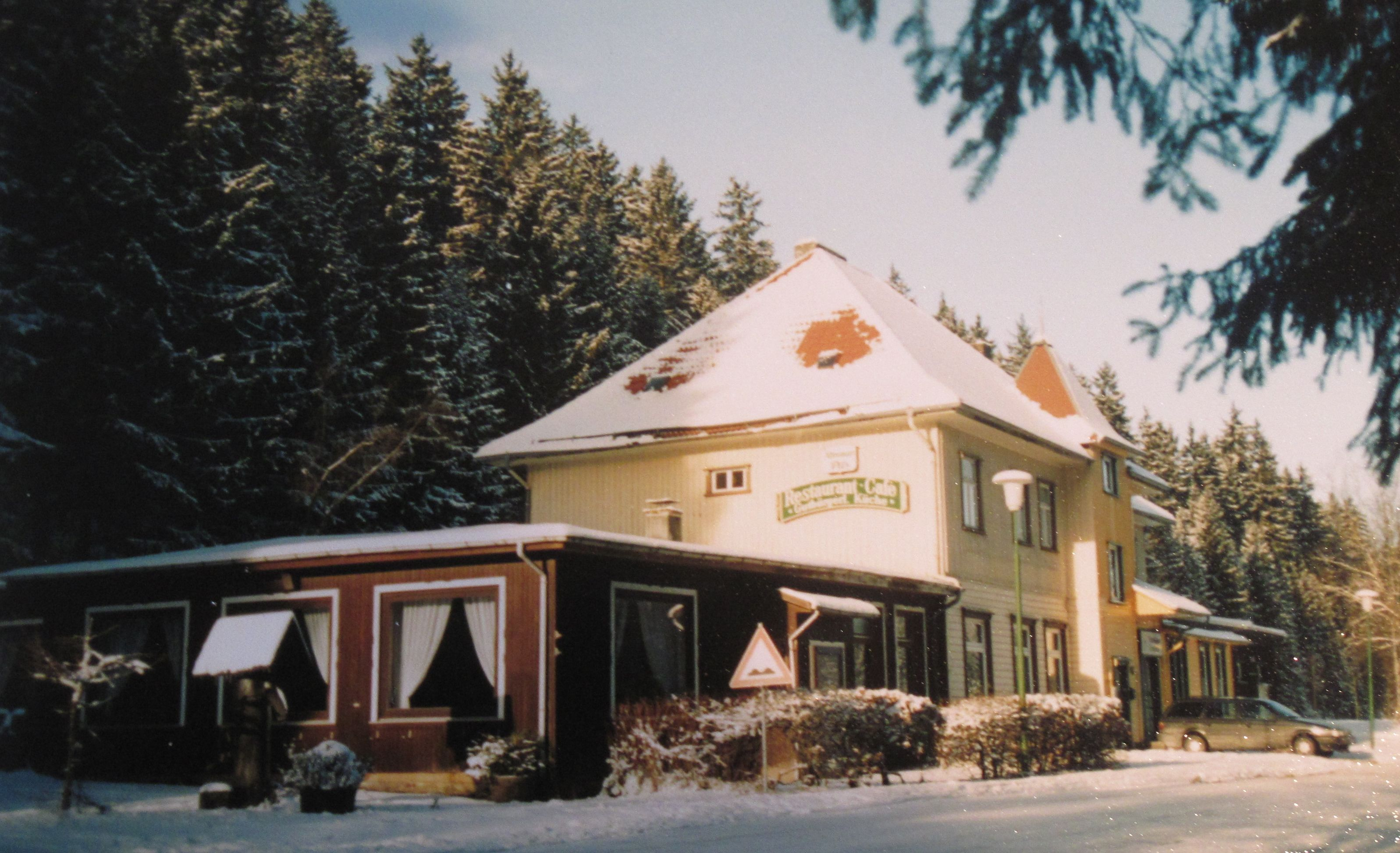
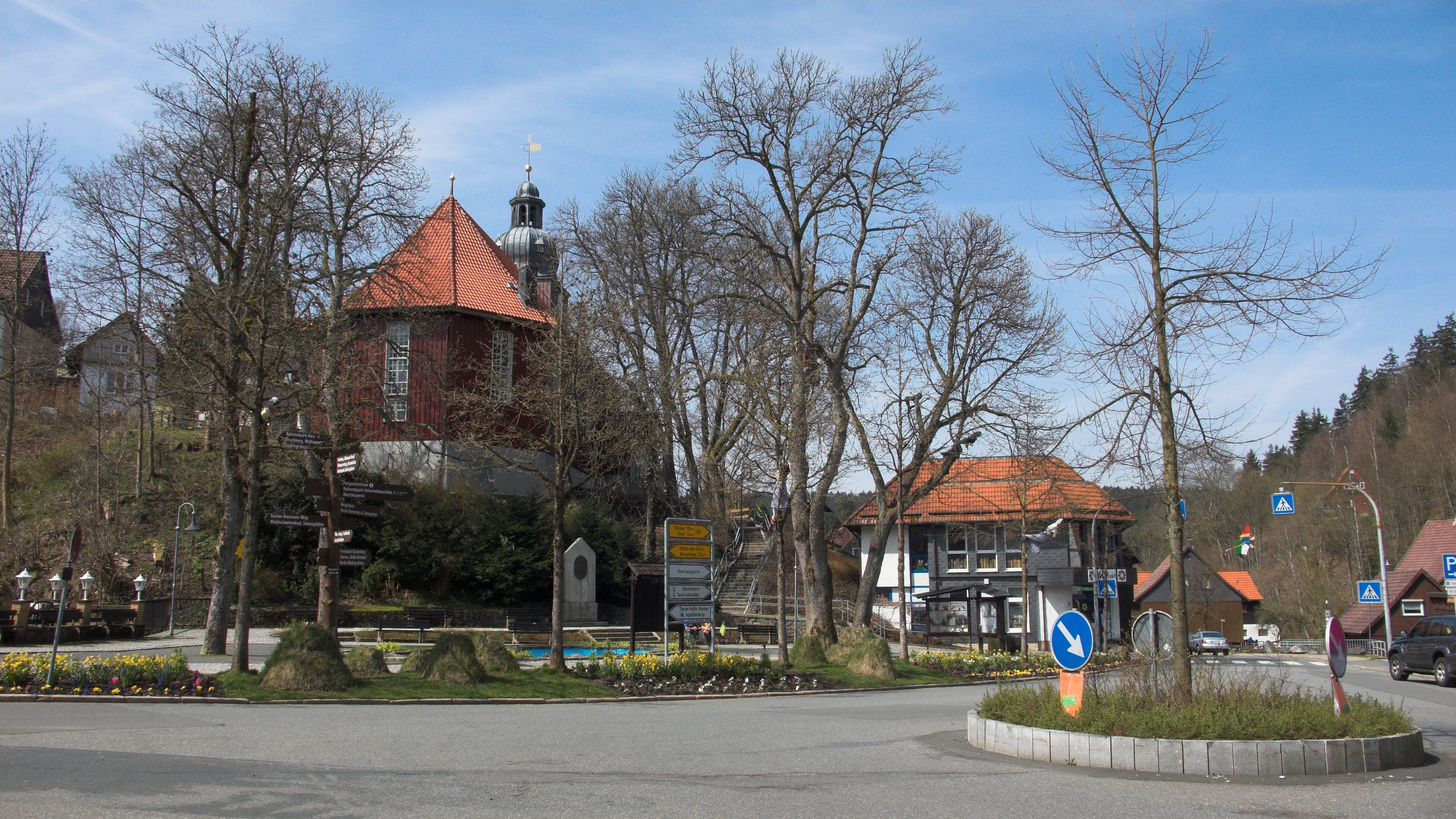
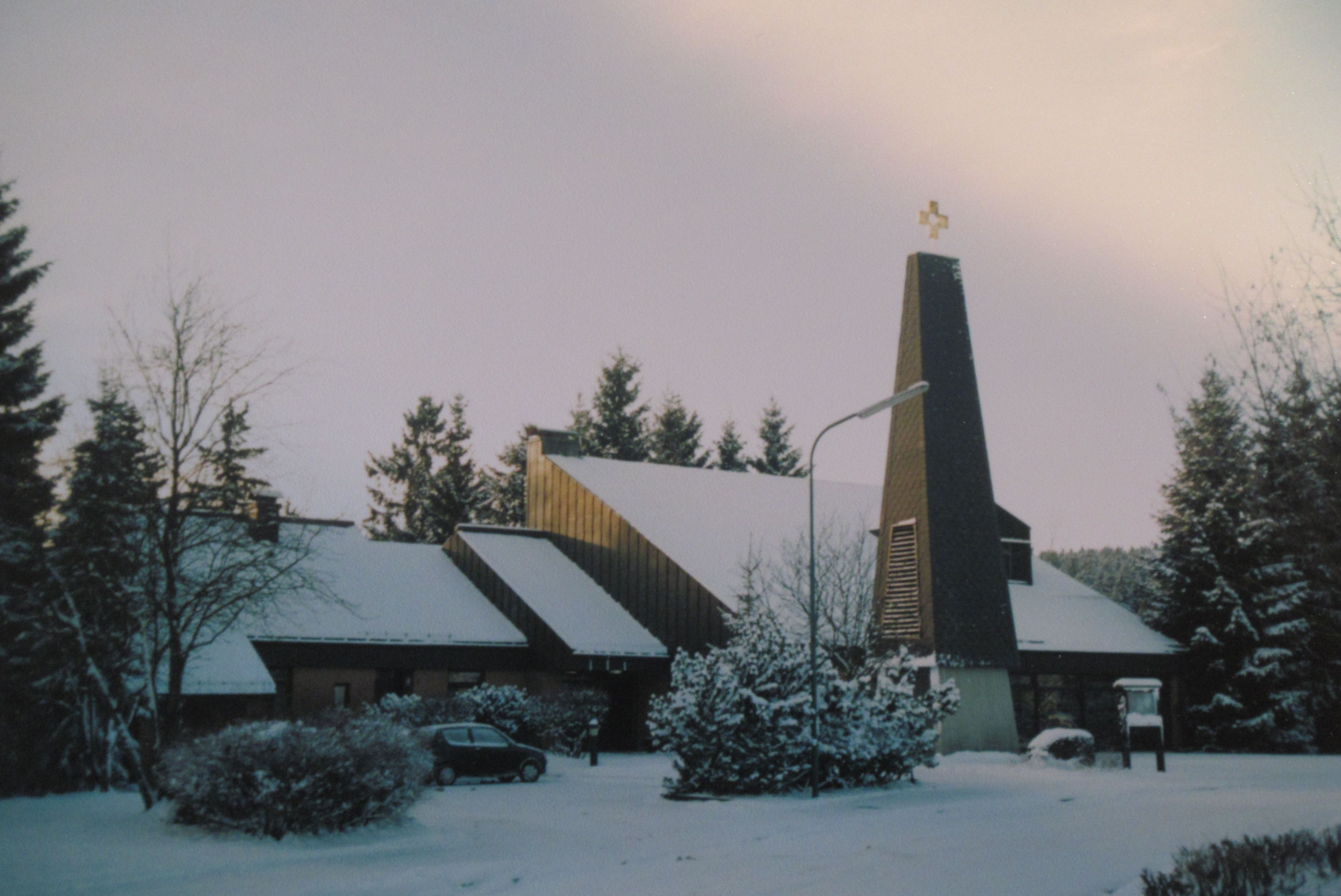
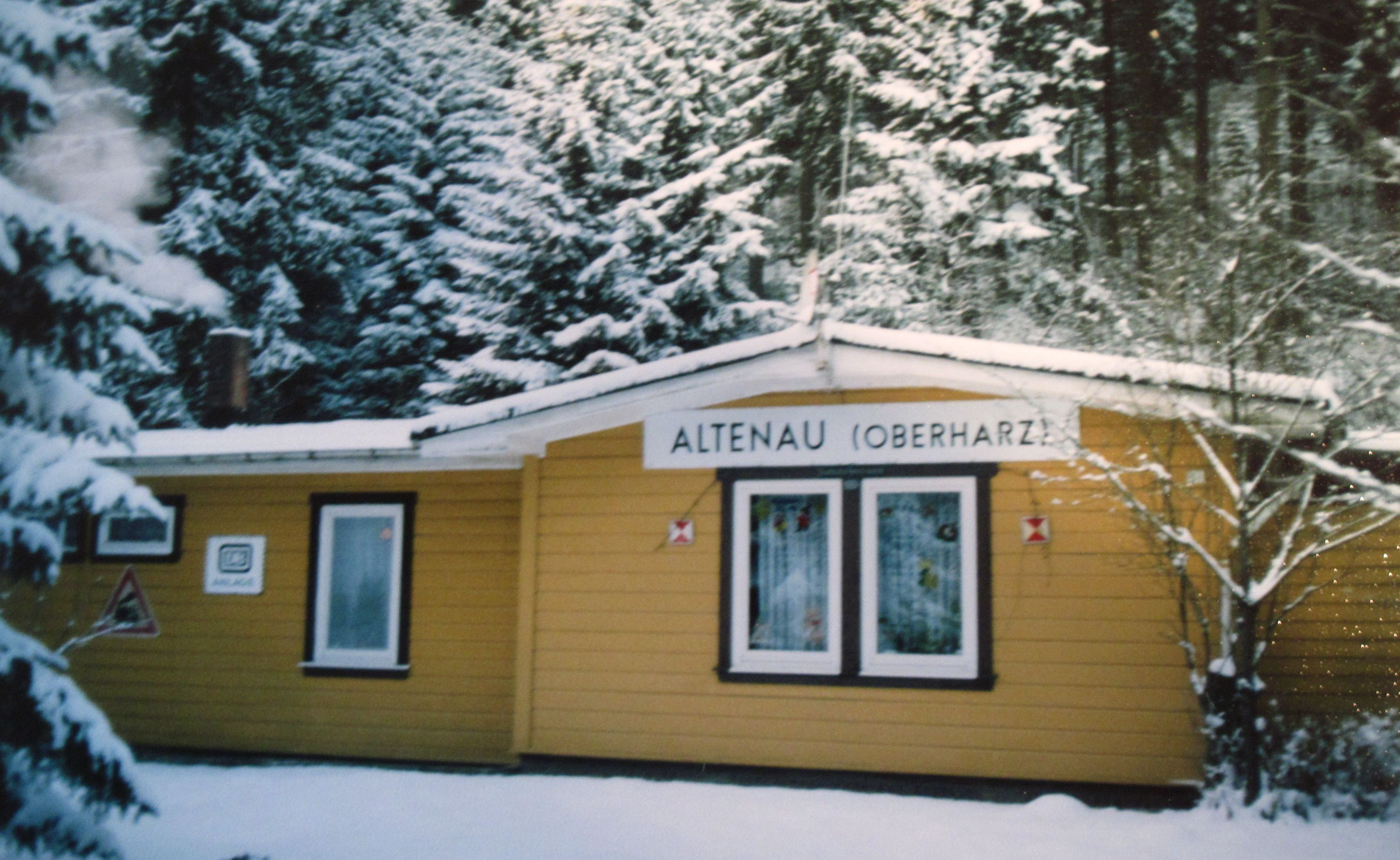